# Kevin Diks
Kevin Diks (født 6. oktober 1996 i Apeldoorn) er en hollandsk fodboldspiller, der spiller som forsvarsspiller for den tyske klub Mönchengladbach. I sin tid i F.C. København har han spillet på begge backpladser og som midterforsvarer.

## Klubkarriere

### Vitesse
Efter at have spillet i et par klubber i fødebyen Apeldoorn kom Diks som niårig til SBV Vitesse, hvor størstedelen af hans fodboldmæssige udvikling fandt sted. I sommeren 2014 blev han indlemmet i førsteholdsbruttotruppen og fik blandt andet spilletid i holdets 1-3-nederlag mod Chelsea. 24. august samme år fik han sin officielle debut for klubben og i Eredivisie i et 1-2-udebanenederlag mod PEC Zwolle. 8. januar 2015 var han så fasttømret en del af førsteholdet, ar han fik tilbudt en fireårig kontraktforlængelse, som han skrev under på.

### Fiorentina
Hans præstationer for Vitesse var blevet bemærket, og 6. juli 2016 indgik han en aftale med ACF Fiorentina, hvorved han fik en femårig aftale med Serie A-klubben. Han bad senere om at få nummer 34 til ære for landsmanden Abdelhak Nouri, der i sommeren 2017 fik en hjertefejl, der betød en afslutning på hans karriere.
Debuten for Fiorentina fandt sted 23. oktober 2016, hvor Diks blev skiftet ind i 3-5-sejren mod Cagliari i 88. minut.

#### Udlån til Vitesse
Diks formåede ikke at få et gennembrud i den italienske klub i sin første halve sæson, og derfor blev han udlånt tilbage til Vitesse for foråret 2017. Det blev til 11 kampe i Eredivisie i den periode, ligesom han kom på banen, da Vitesse 30. april 2017 var i pokalfinalen, da klubben for første gang i historien — efter tre tidligere finaler — vandt pokalturneringen. Det skete med en 2-0-sejr over AZ Alkmaar.

#### Udlån til Feyenoord
4. juli 2017 blev Diks udlejet for 2017-2018-sæsonen udlånt til Feyenoord. Han spillede 23 Eredivisie-kampe for klubben, og som i den foregående sæson spillede han (denne gang hele kampen) i pokalfinalen, da Feyenoord besejrede Alkmaar 3-0.

#### Udlån til Empoli
Efter et halvt år tilbage i Fiorentina, hvor der ikke blev til Serie A-kampe, blev Diks på sidste dag i vintertransfervinduet udlånt til en anden Serie A-klub, Empoli, for forårssæsonen. Det gav ham imidlertid ikke mere førsteholdsfodbold.

#### Udlån til AGF
På sidste dag af sommerens transfervindue i 2019 blev Diks udlånt til den danske superligaklub AGF for sæsonen 2019-2020.
 Han ankom småskadet til AGF og spillede ikke så meget i efteråret, men mod slutningen af sæsonen blev han en vigtig spiller for klubben, der både spillede højre og venstre back. Han fik 18 kampe i Superligaen og scorede et enkelt mål i en kamp mod FC København. Efter sæsonafslutningen returnerede han til Fiorentina, men det lykkedes AGF at leje Diks endnu en sæson.

#### F.C. København
Efter to succesfulde lejeophold i AGF blev Diks købt fra Fiorentina af F.C. København. Transferen blev offentliggjort 5. juli 2021, hvor han underskrev en fireårig kontrakt.
Diks begyndte i FCK primært som højre back, men fik ofte spilletid i venstre side, og spillede fra efteråret 2023 primært som midterforsvarer.

## Landsholdskarriere
Kevin Diks har spillet 11 kampe på forskellige hollandske ungdomslandshold. 
Da Diks har indonesiske, Ambon rødder, idet han bedsteforældre på morens side er fra Indonesien, og han har derfor også indonesisk statsborgerskab. Han valgte i 2024 at stille op for det Indonesiske landshold, hvor han fik debut den 14. november 2024, hvor han dog måtte udgå med en skade.